# Братушани
Братушани (рум. Brătuşeni, Бретушень) — село Єдинецького району Молдови. Адміністративний центр однойменної комуни, до складу якої також входить село Нові Братушани. Переважна більшість населення — українці.

## Історична довідка
Етимологічно назва Братушани є слов'янською, проте оформлення слова — молдавське. Також є припущення, що воно містить в собі два корені, один з яких «брат», а другий — «шана», що в перекладі з української мови — повага, шана.
Легенда свідчить, що родючі землі, що лежать між річками Чугур і Сарата, з давніх пір були необжиті. Вони зацікавили перших переселенців з Поділля-братів на прізвище Братуш. Тому назва села походить від їхнього прізвища. За іншою версією сам господар Олександру Лепушняну подарував вищевказані землі якомусь Братешу і його братам Йону і Сiмці. Згідно з третьою версією засновниками села Братушани, у складі молдавського феодального князівства стали брати Присакарі.

### Давня історія
На території Братушан всього 15 курганів. Припущень щодо того до якої культури вони відносяться немає. Висота курганів варіюється від 0,5 метрів, до 6 метрів. Насипи деяких курганів сильно розорані, а деяких пошкоджені при будівництві. Найвідомішим і великим вважається курган "Кацурова могела", висота якого близько 6 метрів, а діаметр близько 50 метрів.
Також у Братушанах офіційно зареєстровано два археологічні селища, обидва належать до Черняхівської археологічної культури і датуються II—IV ст.перше локалізується на північно-західній околиці села з лівого боку від шосейної дороги Бєльці — Чернівці. Відкрито п. п. Гриценком у 1951 році. На селищі знайдена лощена кераміка сірого кольору. Друге відкрито в 1963 році А.М. Холмецьким, і знаходиться в 150 метрах від шосе Кишинів — Єдинці.

### Середні віки та Новий час
Перша документальна згадка про місцевість Братешань знаходиться у господарському акті від 13квітня 1560 р. У цей час господар Молдови Олександр Лепушняну подарував частину маєтку Купчинь , ліворуч від Чугура, Братешу та його братам Іону та Сімці .
Документ 1585 р. засвідчує існування топоніму Братешань.  Факт існування селища Братешань підтверджується також у господарській грамоті від 26 березня 1605 р., в якій Єремія Мовіле, господар Молдови, закріплює за пахарніком Ілією Бачоком третину села Купчинь, «яка називається Братешань». Являючись селами-«близнюками», Купчинь та Братешань, згідно з грамотою Василя Лупу від 14 липня 1637 р. були частиною цинуту Хотин. Але у XVIII ст. спільно з перетворенням останнього на турецьку райю, Братешань відходить до Яського повіту, Купчинь же залишається у Хотинській райі. Серед власників села у XVII столітті був родич Мовілешть та Василя Лупу високопоставлений сановник та великий землевласник Думитру Бухуш . 

### Нові часи
У Братешань із січня 1804 р. господарював  боярин Дракаш Росет. У 1817 р. це село довкола Чугура з 13 селянськими господарствами, млином, 2 ставками для водопою худоби в долинах переходить покупкою у володіння Йордаке Гафенко (1773—1824), який 2 червня 1821 р. приймає благородний титул. У його маєтку жили та працювали 15 сімей кріпаків. У 1817 р. Братешань входили в околицю Чугур Яського цинуту. У 1821 р., згідно з родовідною книгою, Йордаке Гафенко, не зайнятий службою, проживав у Яському цинуті, торгу Сорока. Він же продовжував тримати землю у селі Братешань, де мешкало вже 30 селянських сімей. Інфраструктури у селі Братешань до другої половини ХІХ ст. ніякої не було. Перепис 1824 р. повідомляє про те, що у селищі проживало в цей час 119 сімей. Основну масу селян, які проживали в Братешані, становили русини, а також вихідці з України, яких тоді називали малоросами. До кінця 20-х років. ХІХ ст. маєток Братешань перебував у власності спадкоємців Йордаке. У 1835 р. у селищі проживало 211 селянських сімей. Відчуваючи нестачу робочої сили, місцеві поміщики змушені були шукати її за межами, в інших місцевостях. Так у селі з'явилися селяни з Поділля, Чернігівської, Волинської та інших губерній. Сюди ж переселялися селяни з Буковини та Запрутської Молдови. 
Зростання чисельності жителів краю в цей період було безпрецедентним. У 1859 р. поселення включає 238 будинків, 522 чоловіки і 526 жінок, в 1869 – 263 сімейства, приписаних до маєтку та 16 – сторонніх , 1875 р. в селі було 262 селянських господарства, 1546 жителів, а перший загальний перепис населення Російської імперії 1897 року фіксує в селі Братушани Бєльцького повіту 2186 осіб .
За даними етнографічної експедиції 1869—1870 років під керівництвом Павла Чубинського, у селі переважно проживали українці, які зберегли українську мову.
Внаслідок проведення аграрної реформи у Братушань соціально-економічна ситуація змінилася. Згідно зі статутними грамотами 1871 р., що видаються власникам села, нащадкам Йордаке Гафенко (Є. Є. Гафенко, Є. Н. та Є. Н. Гафенко, А. Н. Кузьминської, А. С. Гафенко, Є. К.Доброграєвої, Л. Г. Алєйнікової) колишні, земельно залежні від них селяни, перетворились на вільних поселенців із землею . 
У 1873 р. у Братушанах було збудовано кам'яну церкву Святих Апостолів Петра та Павла.
Першим священиком цієї церковної парафії був Єлісей Георгіанов. У 1878 р. при церкві відкрилася парафіяльна школа під управлінням Федора Кошера.  1896 року в селі функціонує однокласне Міністерське училище з трирічним терміном навчання, в якому працює вчитель Данилов і законоучительствує Єлісей Георгіанов. 1 січня 1908 р. у селі відкрилася лікарня на 9 ліжок. У 1909 р. була протягнута телефонна лінія Бєльці - Забричани через Братушани. У 1914 р. населення тут складало 2309 осіб. У Братушанах діяла одна лікарня (медик Олександр Балік), народна школа з двома класами (Закон Божий викладав Ніл Георгіанов), парафіяльна школа, два парові млини . 
У період Першої світової війни Братушани, як і вся Бесарабія, були прифронтовою зоною. Жителі села опинилися на фронтах цієї війни. Приблизно за даними з 272 мобілізованих, втрати вбитими та загиблими від ран -  становили 29 осіб, полоненими – 42 особи. 

### У складі Румунії (1918 – 1940)
У 1923 р. у селі Братушани проживало 4165 мешканців. Тут існувало одне боярське господарство, фрукторозплідник, два овочеві городи, три парові млини, дві змішані початкові школи, дитячий садок, православна церква, народний банк, пост жандармерії, примарія, три корчми. У 1928 р. інфраструктура села поповнилася Будинком культури «Спіру Харет», шістьма продовольчими магазинами, лазнею, пекарнею, трьома молотилками, ще однією корчмою, в 1934 – 1935 роках. – євангельською та баптистською конфесіями, а 1939 р. – новою будівлею школи.

### Радянський період (1940 - 1991)
У листопаді 1940 р. Братушани стають районним центром, до якого увійшло 28 сільських рад. Будівництво соціалізму було перервано початком війни Німеччиною та її союзників проти СРСР.
  4 липня 1941 р. німецько-румунські війська у боях із радянськими частинами 16 танкової дивізії 2-го механізованого корпусу 9 армії захопили село Братушани. Влада перейшла до рук румунської адміністрації. За роки війни на фронтах Другої світової загинуло та зникло безвісти не менше 74 військовослужбовців, уродженців села. Братушани були відвойовані від німців та румунів 25 березня 1944 р. військами 206-ї піхотної дивізії 27-ї армії 2-го Українського фронту під час Умансько-Ботошанської операції.. 
Відразу після відходу румунської адміністрації в село повернулася радянська влада. Братушани знову стають районним центром. У 1946 р. у Братушанах утворюється перший колгосп, який носив ім'я Сталіна. У короткий термін було відновлено господарство та ліквідовано безграмотність. Голод 1946 – 47 р.р. за статистичними даними забрав життя 132 братушанців. Після другої хвилі депортацій, в результаті якої з села було вислано не менше 74 мешканців, у 1949 р. частина одноосібних господарств у Старих Братушанах, що залишилася, об'єднується в колгоспи «25 років Молдови» та «Іскра». У 1952 р. на зібранні громадян колгоспники трьох колгоспів ухвалили одноголосне рішення про об'єднання всіх господарств в одну сільськогосподарську артіль ім. Сталіна, яка у 1959 р. перетворюється на колгосп «Дружба», а 1960 р. — на однойменний радгосп.
Після скасування Братушанського району 1959 р. чисельність населення села становила 5775 осіб.
Радгосп «Дружба» спеціалізувався на тваринництві, вирощуванні цукрових буряків та тютюну та елітному насінництві. На його базі у 1973 році було відкрито середній спеціальний навчальний заклад – Братушанський зоотехнічний радгосп-технікум. Він займався підготовкою зоотехніків вузької спеціалізації (з скотарства, свинарства) для роботи на спеціалізованих міжгосподарствах, підприємствах, комплексах, об'єднаннях. Площа сільгоспугідь радгоспу-технікуму становила 5634 га, у тому числі оброблюванні землі  - 4436 га, сади - 550 га (1980). Забезпечений сучасною сільськогосподарською технікою: 79 тракторів, 50 вантажних автомобілів, 14 зернозбиральних комбайнів та ін. Середня врожайність (1979, ц/га): озимої пшениці - 41,8, кукурудзи на зерно - 34,1, винограду - 62, овочів - 248, фруктів - 62,1; основні фонди сільськогосподарського призначення склали 6452 тис. руб., Валова продукція - 3855 тис. руб. З дня заснування радгосп-технікум підготував для народного господарства 660 спеціалістів (1979). У 70-ті роки. на рахунках радгоспу-технікуму «Дружба» налічувалося понад три мільйони рублів прибутку.  
За радянський період у селі відкрилися: будинок культури з кіноустановкою, виставковий зал, будинок побуту, бібліотека, середня школа з викладанням російською мовою, районна лікарня на 100 ліжок, фельдшерсько-акушерський пункт, аптека, 4 дитячі садки, готель, їдальня, магазини, відділення зв'язку, водопровід, парк культури та відпочинку, пам'ятники Леніну та односельцям, які загинули у Другій світовій війні. Була своя пекарня. При радгоспі-технікумі діяла кінно-спортивна школа. У 8 км від села розташовувалася залізнична станція "Братушани".  У 1989 р. у селі Братушани проживало 6201 людина. 

## Населення
Згідно з переписом населення 2014 року кількість населення — 4772 особи.

### Національність
Розподіл населення за національністю за даними перепису 2014 року: 
| національність   | кількість осіб | частка, % |
| ---------------- | -------------- | --------- |
| українці         | 3515           | 73,65     |
| молдовани/румуни | 900            | 18,86     |
| росіяни          | 294            | 6,16      |
| болгари          | 21             | 0,44      |
| гагаузи          | 16             | 0,34      |
| інші             | 26             | 0,55      |

### Мова
Розподіл населення за повсякденною мовою за даними перепису 2014 року: 
| мова                 | кількість осіб | частка, % |
| -------------------- | -------------- | --------- |
| російська            | 2448           | 51,30     |
| українська           | 1872           | 39,23     |
| молдовська/румунська | 387            | 8,11      |
| інші                 | 2              | 0,04      |
| не вказали           | 63             | 1,32      |

## Відомі братушанці
- Вакарчук Іван Олександрович — український фізик, міністр освіти і науки України.
- Кінах Анатолій Кирилович — український політичний і державний діяч, підприємець.